# Theoparacelsita
La theoparacelsita és un mineral de la classe dels fosfats. Rep el seu nom per al científic suís Paracels (el nom complet era Philippus
Theophrastus Aureolus Bombastus von Hohenheim) (1493-1541), eminent físic, químic, toxicòleg i alquimista que també treballava en metal·lúrgia i en mineralogia.

## Característiques
La theoparacelsita és un fosfat de fórmula química Cu₃(As₂O₇)(OH)₂. Va ser aprovada com a espècie vàlida per l'Associació Mineralògica Internacional l'any 1998. Cristal·litza en el sistema ortoròmbic.
Segons la classificació de Nickel-Strunz, la theoparacelsita pertany a «08.BA: Fosfats, etc. amb anions addicionals, sense H₂O, només amb cations de mida mitjana, (OH, etc.):RO₄ sobre 1:1» juntament amb els següents minerals: ambligonita, montebrasita, tavorita, triplita, zwieselita, sarkinita, triploidita, wagnerita, wolfeïta, stanĕkita, joosteïta, hidroxilwagnerita, arsenowagnerita, holtedahlita, satterlyita, althausita, adamita, eveïta, libethenita, olivenita, zincolibethenita, zincolivenita, auriacusita, paradamita, tarbuttita, barbosalita, hentschelita, latzulita, scorzalita, wilhelmkleinita, trol·leïta, namibita, fosfoel·lenbergerita, urusovita, turanita, stoiberita, fingerita, averievita, lipscombita, richel·lita i zinclipscombita.

## Formació i jaciments
Va ser descoberta a les mines de Roua, situades al municipi de Daluis, al departament dels Alps Marítims, a la regió de Provença – Alps – Costa Blava, França. Es tracta de l'únic indret on ha estat trobada aquesta espècie mineral.